# قصر ثربان
قصر ثربان هو أحد القصور التاريخية الموجودة في محافظة النماص، ويتكون من ساحة خارجية وبئر ماء ومساحة مزروعة وعدد من المباني تم حصرها في أربع مباني ومسجد وثلاثة غرف مجاورة للمسجد، جميع المباني منشأة من الحجر ومكونة من طابقين ومبنى وحيد مكون من خمس طوابق ودور واحد للمسجد وملاحقه، ويوجد للقصر مدخلان الأول في السور على الطريق العام مباشرة في الجهة الغربية والثاني في الجهة الشمالية الغربية.

## تاريخ القصر
يعود تاريخ بنائه إلى نحو 200 عام، واستغرق بناؤه 35 عامًا، وسمي بقصر «ثربان» نسبةً إلى جبل ثربان، وهو أحد القصور الستة في الحي التاريخي بالنماص، ويتكون من مبنى رئيسي من 5 أدوار متكررة، بمساحة 800 م2، وبارتفاع 15 م2، و4 ملاحق خارجية، وساحتين للقصر، بالإضافة إلى مسجد. وفي الفناء الخارجي للقصر، بستان في إحدى زواياه بئر لسقيا ساكني القصر.
ويحكي القصر فن العمارة في المنطقة من حيث التوزيع ونمط البناء، استخدم في بناء القصر وملاحقة الأحجار، ومادة طينية معالجة للربط بين الأحجار، أسقفه من خشب العرعر، يصل سمك البناء (المتن) في أسفل القصر إلى أكثر من 120 سم.

## الوصف المعماري
يتكون القصر ومحيطه من ساحة خارجية ومسجد وغرف ملحقة بسور القصر وبئر ماء ومساحة مزروعة ويوجد للقصر مدخلان الأول في السور على الطريق العام مباشرة في الجهة الغربية والثاني في الجهة الشمالية الغربية، أما عن المبنى الرئيسى للقصر فيتم الدخول اليه عن طريق مدخل يؤدي إلى ساحة تفضى إلى مدخل المبنى الرئيسى وإلى المباني الملحقة على يسار الداخل.
- الدور الأرضي للقصر وملحقاته الموجودة في الجهة الجنوبية والجنوبية شرقية يتكون من عدد عشرة غرف وساحة وهو مبني من الحجر الغشيم ومسقوف بجذوع من أشجار العرعر تم تغطيتها بأغصان الأشجار، ثم وضعت عليها كسر حجرية وطبقات الدفان ويستخدم الدور الأرضي كحظيرة للمواشي ولتخزين الأعلاف والحبوب .
- الدور الأول يتبع في تخطيطه الدور الأرضي سواء بالنسبة للقصر وملحقاته المذكورة حيث يتكون من عدد عشرة غرف ونفس أسلوب البناء والتسقيف وقد حدثت به بعض التعديلات مثل عمل أسقف خرسانية، ويصعد إليه بدرج سلم خشبي في الملحقات ويستخدم كمجلس للإستقبال  وتخزين فيه الحاصلات الزراعية والمواد الغذائية.
- الدور الثاني فهو يختلف في تصميمه عن الدور الأول وهو عبارة عن قاعة كبيرة وغرفتان ونفس طريقة التسقيف هي المتبعة في الأدوار المذكورة وهما في الغالب غرف معيشة.
- الدور الثالث يتبع في تخطيطه الدور الثاني وهو عبارة عن قاعة رئيسية كبيرة وغرفتان ويستخدم كغرف سكنية.
- الدور الرابع يتكون من غرفتين وجزء مكشوف كان مسقوف جزء منه لكنه انهارسقفه ويصعد من الجزء المكشوف إلى سطح المبنى عن طريق درج سلم طائر (مسحوب كابولي) وتوجد فتحات في الدور الرابع للرمي من خلالها.
- مبنى المسجد وهو عبارة عن طابق واحد وله مدخلان أحدهم من الطريق الرئيسي والأخر من داخل سلحة القصر وهو عبارة عن رواق يفضي إلى ساحة صغيرة للصلاة.[3]

## عمارة القصر

### شكل البناء
المبنى يأخذ شكل الهرم المتدرج الناقص وهذا النوع من المباني يتوفر فيه قدر من الثبات نظراً لأن الأحمال تقل كلما اتجهنا لأعلى .

### فتحات الرمي
تنتشر فتحات في مبنى القصر وذلك لما لها من أهمية من الناحية الدفاعية كما أن لها فوائدها المتمثلة التهوية، والإضاءة وفي فصل الشتاء يتم غلقها بقطعة من القماش.

### السلالم الطائرة
وهي أحد السمات المميزة للسلالم في المنطقة الجنوبية بشكل عام ومن فوائد هذا النوع من السلالم أن الفراغ أسفلها يمكن استغلاله .

### الحوائط
المبنى منفذ بأسلوب الحوائط الحاملة ذات الرقتين وفي هذا الأسلوب تُشد الحوائط فوق الأساسات وتختلف في سمكها حسب الارتفاع المطلوب وتختلف إذا كان المبنى طابق أو طابقين أو ثلاثة أو أربعة فكلما زاد عدد الطوابق زاد السمك ويختلف ارتفاع الحوائط فقد تكون ثلاثة أمتار في الطابق الواحد أو أو أقل ويشيد الجدار بوجهين الداخلي ويسمى القفا أو الخلف والخارجي ويكون منتظم ومشذب وتوضع قطع حجرية صغيرة تسمى (صلب أو كحل) لسد الفجوات وتثبيت الكتل الحجرية وكان يستخدم الطين مع الحجارة في الوجه الخلفى من الحوائط لتثبيت الحائط. وتبنى الحوائط الخارجية أولاً، وخاصة الواجهة الرئيسية للمنزل لتحديد المدخل  بالمعروف (الجامع) ، وبعد ذلك يتم بناء الحوائط الأخرى بشكل متتابع حتى يصل ارتفاع هذه الحوائط إلى مستوى نصف قامة الرجل، وتسمى هذه المرحلة محلياً بالأرباع يقوم البنّاء بعد مرحلة (الأرباع)  ببناء القواطع الداخلية، وتثبيت دعامة السلِم الداخلي المؤدي للطابق الأول.

### أسلوب البناء
يأخذ مبنى قصر ثربان شكل (الهرم الناقص) بمعنى أن قاعدته عريضة وتضيق كلما اتجهنا لأعلى وهذا الأسلوب من البناء يوفر الثبات نتيجة أن الأحمال تقل كلما اتجهنا لأعلى، كذلك تمت عملية تقسيم الفراغات في المبنى بواسطة حوائط حجرية وفيما يلي توضيح لأسلوب ومواد بناء العناصر المختلفة :

### الأساسات
كان تتم عملية بناء الأساسات بحفر حفرة عمقها نصف متر وأحياناً نصف قامة الأنسان للوصول إلى منسوب الأرض الثابتة وتوضع في الحفرة التي تسمى (الربض) وكانت الصخور المستخدمة في التأسيس كبيرة وتجلب من الجبال المجاورة أو أقرب جبل وكان يراعي تثبيتها جيداً حتى لا تتحرك .

#### الأسقف
تحديد طول السقف يشرع البنّاء بتثبيت السواري الخشبية استعداداً للتسقيف وكانت السواري المستخدمة من أخشاب العرعر وأحياناً الطلح وتسمى الجذوع أو القطع الخشبية (بطنة) وكانت تتم عملية التسقيف بتثبيت السواري على الحوائط ثم توضع فوقها الأغصان أو سيقان النباتات وتسمى (مركاب أو جريد) ويتم بعد ذلك رص الصفائح الحجرية لسد الفراغات بين السواري  في حال كانت المسافات بين السواري ضيقة وتتلاحق الطوابق العليا بنفس هذه الطريقة الإنشائية  في بناء الأسقف.

#### الأبواب والنوافذ
يتم عمل حلق الأبواب والنوافذ ويُثبت أثناء البناء من أجل توفير أكبر قدر من الأمان والثبات وضمان عدم الحركة وكان ذلك لضرورة أمنية، وكان يتم قطع الأخشاب في موسم المربعانية حتى لا تصاب بالحشرات والعفن وضمان أفضل تشغيل لها أثناء الصناعة.